# Molnár Sándor (igazgató)
Molnár Sándor (Hódmezővásárhely, 1856. június 29. – Budapest, 1924. július 18.) református főgimnáziumi igazgató.

## Élete
Molnár Ferenc és Tóth Erzsébet nemes szülők fia. A gimnáziumot szülővárosában végezte; a bölcseleti tanfolyamot a budapesti egyetemen hallgatta. 1879-ben nyert tanári oklevelet, 1880-ban pedig lelkészit. 1878. szeptembertől 1880. szeptemberig Kecskeméten volt tanár, azután a budapesti református főgimnáziumban, ahol 1897. szeptemberétől igazgató. Mindkét gimnáziumnál a tanári álláson kívül más megbízásokat is végezett mint könyvtárnok, jegyző; tagja volt az igazgató-tanácsnak, az országos tanáregyesületnek, a dunamelléki református lelkészértekezletnek, az országos református tanáregyesületnek, a református ifjúsági egyesületnek, tiszteletbeli tagja a Bethlen Gábor-körnek, tagja a magyarországi református egyetemes tanügyi bizottságnak, melynek hat évig jegyzője is volt. 1897-től 1901-ig ő adta ki a bizottság jegyzőkönyveit (Pápa, Budapest). Legnagyobb munkája volt a dunamelléki református egyházgyűlési (tanári) vagyon lebonyolítása, midőn az 1894. évi XXVII. törvénycikk alapján az országos nyugdíjegyesületbe léptek be; ezen lebonyolításnál ő képviselte az egyházkerületi gyűléseken a budapesti református főgimnáziumot és a likvidálásnál az összes dunamelléki gimnáziumokat, a kecskeméti jogakadémiát és a nagykőrösi tanítóképezdét.
Cikkei a budapesti református főgimnázium Értesítőjében (1882. A latin nyelv tanításáról az alsóbb osztályokban, 1885. A túlterheltetésről és a játékokról); az Országos Tanáregylet Közlönyében (1880-81. könyvism.); a Protestáns Papban; az Egyetértésben (tanügyi rovat); a Figyelőben (1880-81. Kisfaludy Károly mint drámaíró); a Protestáns Egyházi és Iskolai Lapban (1900. Evangeliumi nevelés) sat. 